# جون ستانتون (ممثل)
جون ستانتون (بالإنجليزية: John Stanton)‏ هو ممثل أسترالي، ولد في 28 أكتوبر 1944 في بريزبان في أستراليا.

## وصلات خارجية
- جون ستانتون على موقع IMDb (الإنجليزية)
- جون ستانتون على موقع ألو سيني (الفرنسية)
- جون ستانتون على موقع أول موفي (الإنجليزية)
- جون ستانتون على موقع قاعدة بيانات الأفلام السويدية (السويدية)
- جون ستانتون على موقع قاعدة بيانات الفيلم (الإنجليزية)
- جون ستانتون على موقع كينوبويسك (الروسية)